# Blepharida humeralis
Blepharida humeralis es un coleóptero de la familia Chrysomelidae. Fue descrita científicamente por primera vez en 1998 por Furth.